# مک مینی

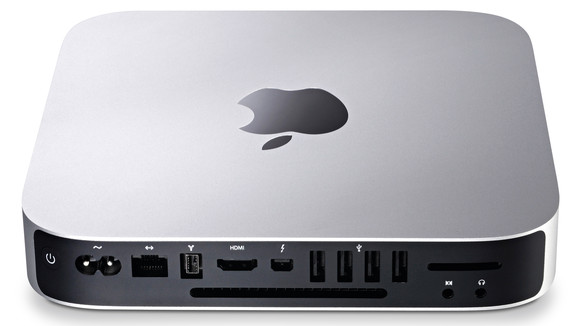
پنل پشتی مک مینی با دکمه خاموش/روشن، ورودی برق و مودم، پورت‌های usb، جک 3/5 میلی صدا و...

مک‌مینی (به انگلیسی: Mac Mini) کامپیوتری است که توسط شرکت اپل ساخته شده‌است. این کامپیوتر کوچک که دارای سطح ۲۰ سانتی‌متر مربع و ارتفاع ۳٫۶ سانتی‌متر است ۱٫۲ کیلوگرم وزن دارد.